# Il Matto

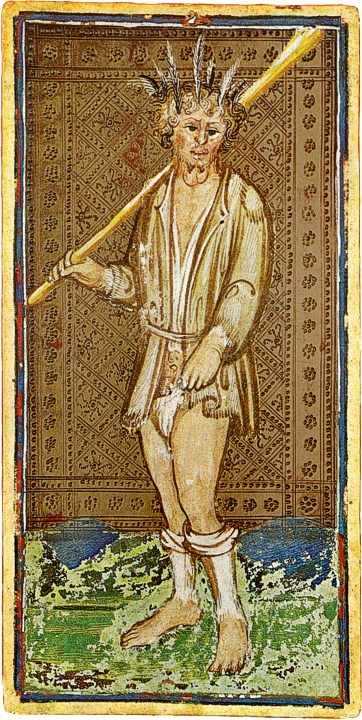
Il matto nel mazzo Visconti-Sforza.

Il Matto (detto anche Il Folle o Il Follo) è un arcano maggiore dei tarocchi. Altri nomi: Il Misero, il Vagabondo (in francese: Le Mat, Le Fou, Le Fol; in inglese: The Fool, The Foolish Man.
Nel gioco di carte può essere giocato in sostituzione di una qualsiasi carta.
Nella cartomanzia rappresenta l'energia originaria del caos, l'innocenza e la follia.

## Rappresentazione
Il Matto è raffigurato in genere come un uomo vestito con abiti laceri o molto poveri. In alcuni tarocchi ha i piedi nudi, in altri indossa calzari e porta un lungo bastone appoggiato sulla spalla al quale spesso è legato un fagotto. In alcuni tarocchi un cane o un animale lo assale o lo segue.
Nei mazzi Visconti-Sforza nei capelli dell'uomo sono infilate alcune piume, e l'immagine è chiaramente ispirata alla Stultitia dipinta da Giotto nella Cappella degli Scrovegni. Nei mazzi successivi le piume non sono presenti, mentre è costante lo sguardo rivolto verso il cielo o perso verso l'orizzonte.
Nei tarocchi marsigliesi l'uomo è raffigurato con abiti da giullare; questa rappresentazione, ripresa in altri mazzi di tarocchi, ha influenzato anche la rappresentazione del jolly, il cui utilizzo nei moderni giochi di carte è analogo a quello del Matto.
Nei tarocchi marsigliesi è stata introdotta anche la figura dell'animale in agguato, che è sempre presente in tutti i mazzi successivi. Questo animale generalmente è un cane randagio o un gatto, anche se in alcuni mazzi particolari può essere rappresentato da belve, di solito un grosso felino.
Nei tarocchi Rider-Waite, l'uomo cammina sull'orlo di un precipizio e ha in mano una rosa (vedi simbolismo rosacroce).
Nei tarocchi di Aleister Crowley, il Matto viene raffigurato da Dioniso, il dio che vive nel cuore della natura elementare, sull'ebbrezza dei sensi e dello spirito. Senza poggiare i piedi a terra, tiene in una mano una coppa rovesciata, simbolo dell'acqua cosmica, e nell'altra il fuoco creativo; dall'incontro di questi simboli, apparentemente inconciliabili, scaturisce il nuovo, la manifestazione vorticosa dell'energia.
In alcuni mazzi l'uomo ha anche un bastone da passeggio, e quasi sempre è raffigurato nell'atto di camminare, noncurante del disturbo dell'animale o del pericolo che sta correndo.
Nei mazzi per la divinazione è spesso presente il numero 0, indicando che la carta è precedente al Bagatto; più raramente può essere presente il numero 22, indicando che la carta è seguente al Mondo, oppure non essere presente alcun numero.

## Simbolismi
In origine questa carta rappresentava la stoltezza. Nei tarocchi rinascimentali è rappresentata da un demente, preso in giro da un gruppo di ragazzini. Solo in seguito venne a rappresentare la follia, quando cominciarono a chiamarla "il Matto" in analogia alla "matta" di altri mazzi di carte tradizionali. Come simbolo esoterico, la follia pura è ciò che permette di affacciarsi alla vita di nuovo per ricrearla dal principio.
Lo sguardo perso simboleggia il distacco dalla realtà, la partenza senza destinazione; una sorta di limbo in cui non c'è alcuna certezza tranne la necessità di andare oltre. Può anche essere in analogia con il girare a vuoto senza riuscire a trovare la propria direzione. Il fagotto rappresenta le esperienze che un uomo si porta con sé. L'animale in agguato rappresenta l'istinto ed è l'unico elemento, insieme al bastone da passeggio, che lega l'uomo al mondo reale.
L'uomo che cammina rappresenta il viaggio, simbolo a sua volta del passaggio dell'uomo sulla Terra; è l'uomo che ha attraversato il mondo e conosciuto ogni seme e ogni via.
Il numero 0 ha il significato numerologico del "moltiplicatore universale": ogni numero, moltiplicato per zero, è ancora zero, e rappresenta dunque l'unità del tutto; essendo il primo di tutti i numeri, rappresenta anche un nuovo inizio.

## Significato
Il significato del Matto assume tutte le sfumature tra l'innocenza e la follia, compresi l'istinto, l'originalità, la spensieratezza, le azioni incomprensibili, il distacco della mente. È la parte irrazionale dell'uomo, che può condurlo sia nel bene che nel male. Nella sua accezione di viandante girovago, simboleggia la ricerca di cambiamenti, cammino verso l'evoluzione, gioia di vivere, sregolatezza, sogni ad occhi aperti. Simboleggia un evento determinante e inatteso. In senso spirituale, può rappresentare il passaggio ad un altro livello di consapevolezza. Come tutti i Tarocchi, il Matto cambia il suo significato a seconda di come esce nel gioco: dritto è positivo, e al rovescio è negativo. Tuttavia si tratta di un Arcano particolarmente duplice genio e/o follia, profeta visionario e/o buffone. Molti la ritengono solo negativa, infatti è difficile cogliere le differenze, considerando che si tratta di un Arcano particolarmente forte difficilmente subisce le influenze delle carte vicino, ma spesso prepondera nel gioco. C'è invece chi sostiene che annulli i cattivi presagi delle carte vicine, soprattutto se viene pescata per prima. 

### Carta dritta
Il Matto è sinonimo di novità, spesso qualcosa di irrazionale e non previsto; e soprattutto è un monito, quello di seguire il cuore anche se ci suggerisce una strada imprudente ed illogica; solo così la nuova via sarà positiva. L'arcano zero è l'energia primordiale, l'entusiasmo del bambino che lo spinge verso l'ignoto quasi in modo irresponsabile, senza dubbi né paura. Può simboleggiare viaggi e cambiamenti, soprattutto sul piano professionale e spesso decisi impulsivamente. Il Matto poi è libertà: può indicare la caduta di un vincolo (anche materiale) o di un pregiudizio a lungo sopportato, la capacità di ribellarsi e spiegare la propria verità, o infine, una scelta da compiere liberamente. C'è qualcosa in arrivo, quando il Matto fa capolino, qualcosa di inaspettato ma determinante: una telefonata, un ospite, una notifica, un evento insperato.
Talvolta invece fa riferimento ad una pausa, alla necessità di studiare un progetto con lucidità e intelligenza prima di buttarcisi a capofitto; è così l'ampliamento dei propri orizzonti, un invito a sognare e ad essere indipendenti, a fidarsi del proprio intuito.
In amore il Matto annuncia una nuova avventura, talvolta al di fuori dai rapporti coniugali, perché amore e sessualità sono vissuti in totale libertà e senza inibizioni.
Quando il Matto simboleggia una persona fa riferimento a qualcuno di estremamente originale, estroverso, liberale, anticonformista e idealista; spesso con abilità sensitive.

### Carta rovesciata
In negativo è la follia, intesa come alienamento dalla realtà, il restare confinati nel proprio mondo interiore. Può indicare indifferenza, depressione, vuoto. È anche smarrimento, voglia di fuggire dal passato, irresponsabilità, esibizionismo, immaturità, inesperienza, superficialità. Per il Wirth rappresenta la perdita del libero arbitrio. L'aspetto irrazionale è esasperato, arrivando ai limiti dell'arroganza, della violenza e perfino all'aggressività senza motivo. 
Se invece accompagnato da Arcani deboli il suo spirito vitale si affievolisce, divenendo passività e insicurezza, e di conseguenza incapacità di intraprendere il viaggio ma, al contrario, rintanarsi in un mondo di illusione capace di condurre alla pazzia. Di certo un Matto capovolto simboleggia una strada sbagliata, che porta con sé manie e ossessioni, e se perseverata condurrà a una crisi cruciale per l'individuo, ma non sempre superabile, e spesso consiglia di ricorrere a un aiuto esterno per ritrovare la via.
Questo Arcano è anche bugie e calunnie, invidie e cattivi incontri; può arrivare persino a segnalare guerre e magie nere. Nel migliore dei casi si tratta invece di individui beceri, libertà represse e passività esasperata, carenza intellettuale e inconcludenza. Talvolta il Matto segnala pazzia più o meno pericolosa e narcisismo.
Negli affetti è un amore non corrisposto, una relazione costellata da gelosia e tradimenti, fino ad arrivare alla rottura violenta del rapporto; o in altri casi la fuga da un impegno relazionale. Sul lavoro è invece un viaggio pericoloso, simboleggia anche nemici, e persone false e cattive.
Il Matto si manifesta molto velocemente: anche una settimana, il suo influsso però può anche durare a lungo.

## Corrispondenze
In astrologia corrisponde al cerchio dello zodiaco, al pianeta Marte e all'elemento Aria.
Nella cabala corrisponde alla lettera Šin dell'alfabeto ebraico, secondo la Scuola esoterica francese avviata da Eliphas Levi; secondo la Scuola inglese, avviata da Samuel Lidell Mathers, il matto corrisponde alla lettera Aleph. Perciò nell'Albero della vita può avere posizioni due differenti: per la Scuola inglese corrisponde all'11°sentiero (da Kether, la Corona, a Chokmah, la Sapienza). Alcuni la mettono in relazione con il segno LVI de I Ching, Il viandante. In magia è il subcosciente.
Nell'alchimia corrisponde all'allume, che non coincide con il composto chimico ma va considerato esotericamente; come spiegava Oswald Wrth, è "il Sale che genera gli altri sali, il substrato immateriale di ogni materialità, il fuoco della vita intellettuale". Altri paragonano il Matto alla moltiplicazione alchemica.

## Parole chiave
- Inizio
- Libertà
- Innocenza
- Entusiasmo
- Fede
- Spontaneità

## Galleria d'immagini

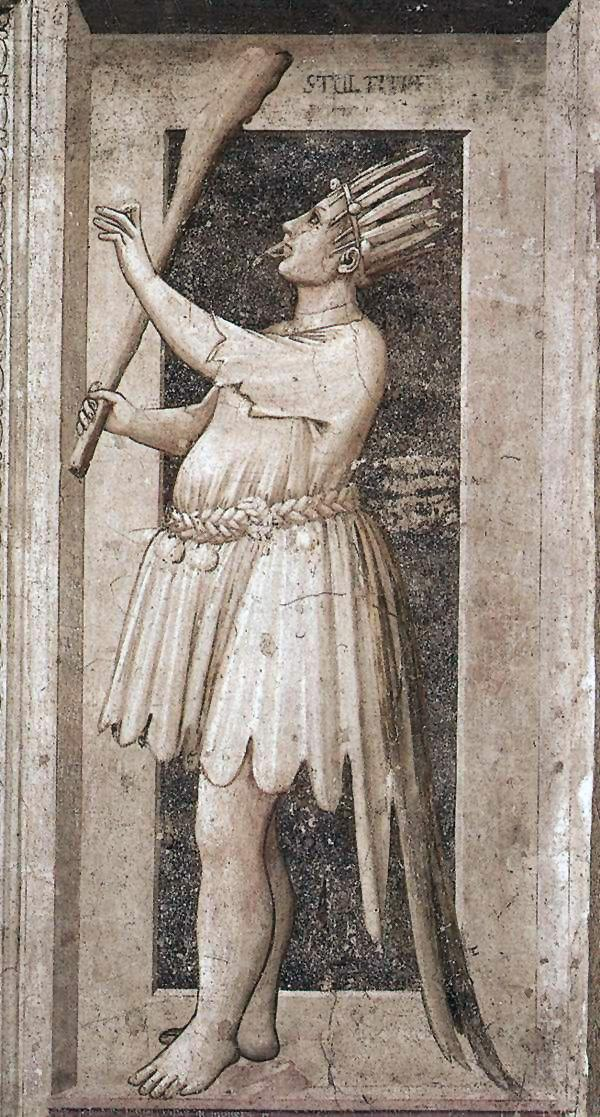
La Stultitia di Giotto (1305) che ha ispirato l'iconografia del Matto nei primi mazzi di tarocchi
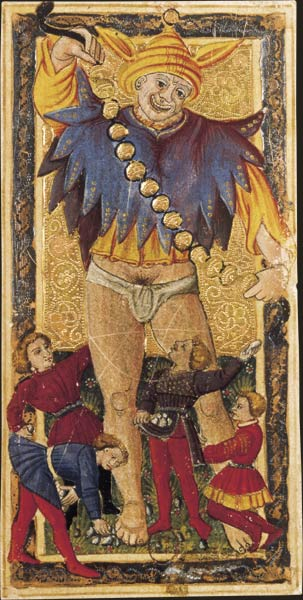
Il matto nei tarocchi di Carlo VI
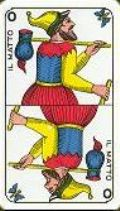
Il Matto nel Tarocchi piemontesi

## Influenze nella letteratura
Una poesia del 1928 di Anne Osmont (1872-1959), Le Fou, apparsa sulla rivista esoterica "Le Voile d'Isis", è dedicata al "vecchio zingaro, portatore dei Tarocchi", ovvero "il Folle che girovaga", il detentore delle XXII chiavi del Paradiso, colui che incantò il serpente sull'Albero di Smeraldo.
Antonin Artaud (1896-1948), in Les nouvelles revelations de l'Etre (1937) identificò se stesso con il Folle dei Tarocchi, "solitario; disperato e saggio".